# Tirion
Tirion neboli Velká strážní věž je elfské město ve fiktivním světě J. R. R. Tolkiena. Je umístěno na pahorku Tůna v Amanu. Ze západu na něho dopadalo světlo Dvou stromů a k východu hleděl na moře, oddělující Aman a Středozem.

## Popis města
Na vrcholku stála Ingwëho věž Mindon Eldaliéva a okolo ní bylo postaveno město, ve kterém zpočátku žili dohromady Vanyar a Noldor. Jelikož elfové měli nejvíce ze všech oblíbený Bílý strom, tak jim Yavanna vytvořila jeho menší podobu, zvanou Galathilion. Byl zasazen pod Ingwëho věží a měl mnoho plodů a z jednoho z nich vzešel později Bílý strom, který byl jedním ze symbolů lidské říše Númenoru.

## Historie města
Jak plynul čas, tak začali Vanyar opouštět město a bydleli odděleně od Noldor na pláních a lesích. V Tirionu panoval Finwë, ale za Velekrále všech elfů byl považován Ingwë. Během této doby byl Melkor propuštěn z vězení a započal zasévat nenávist mezi elfská knížata, obzvláště mezi syny Finwëho. Na jedné straně sporu stál Fëanor a na druhé Finarfin spolu s Fingolfinem. Toto rozdělení bylo dáno různými matkami synů, kdy Fëanor byl prvorozený a zbylí dva měli společnou matku. Feanor byl vykázán z města a do tohoto vyhnanství s ním šel dobrovolně i Finwë. Po dobu nepřítomnosti starších členů rodu byl vládce města Fingolfin. Když byl Finwë zabit, tak byl vládcem Fëanor do té doby, než veřejně promluvil proti Valar a neodešel s velkou části Noldor. Po něm se vlády ujal Finarfin, který jako jediný ze tří synů Finwëho zůstal v Tirionu.

## Další události týkající se Tirionu
Po vzoru Tirionu byl postaven Gondolin, Turgonovo skryté město v Beleriandu.
Jediný Eärendil je nečistokrevný elf, kterému bylo dovoleno dostat se do Tirionu v zapovězené říši Aman. Byl to totiž Půlelf, jelikož matka Idril byla elfího původu, zatímco otec Tuor byl člověk. V Druhém věku se k pobřeží Amanu dostala Númenorská vojska a téměř se dostala do Tirionu, ale byla zastavena hroutícími se kopci a Tirion s celým Amanem byl vzat mimo dosah lidí a jiných smrtelných ras.